# Anserins
Els anserins (Anserinae) són una subfamília dels anàtids (família Anatidae) que conté els cignes i les oques autèntiques. Una classificació alternativa (vegeu Terres & NAS, 1991) separa aquests grups en dues subfamílies, els Anserinae, que inclouria les oques i els ànecs arboris, i els cignins (Cygninae), que inclouria els cignes. Des de principis del present segle, se n'han fet estudis genètics com els de González et col. (2009b) o el de Burgarella et col. (2010), que han donat peu a la inclusió en aquesta subfamília d'espècies no incloses fins ara, a més de posar en dubte la validesa de tribus com Cygnini o Cereopsini.

## Sistemàtica
Estudis genètics realitzats els darrers anys han donat peu a la divisió dels anserins en quatre tribus. La classificació del congrés Ornitològic Internacional (versió 2.7, 2011) en considera 12 gèneres amb 38 espècies.
- Tribu Anserini, amb 7 gèneres i 26 espècies.
  - Gènere Malacorhynchus, amb una espècie: Malacorhynchus membranaceus. S'hi ha ubicat els anatins.
  - Gènere Cereopsis, amb una espècie: Cereopsis novaehollandiae. S'hi ha ubicat els anatins.
  - Gènere Anser, amb 8 espècies.
  - Gènere Chen, amb 3 espècies.
  - Gènere Branta, amb 6 espècies.
  - Gènere Coscoroba, amb una espècie: Coscoroba coscoroba.
  - Gènere Cygnus, amb 6 espècies.
- Tribu Oxyurini, amb tres gèneres i 8 espècies. Se li ha donat categoria de subfamília.
  - Gènere Heteronetta, amb una espècie: Heteronetta atricapilla.
  - Gènere Nomonyx, amb una espècie: Nomonyx dominicus.
  - Gènere Oxyura, amb 6 espècies.
- Tribu Nettapodini, amb un gènere i tres espècies.
  - Gènere Nettapus, amb 3 espècies. Se l'ha inclòs en els anatins.
- Tribu Biziurini, amb un gènere i una espècie.
  - Gènere Biziura, amb una espècie: Biziura lobata. Ha tingut una controvertida classificació.

El gènere extint Cnemiornis, una oca de Nova Zelanda, sembla pròxima a Cereopsis.
L'espècie Geochen rhuax correspon a uns enigmàtics subfòssils de bona grandària, trobats a les Illes Hawaii, d'aspecte d'oques, que no es poden assignar a cap gènere viu, però deuen estar pròxims al gènere Branta.